# Francesc Sánchez (impressor)
Francesc Sánchez (Madrid circa 1800- Barcelona, 1886), o Francisco Sánchez, ja que sempre es troba el seu nom escrit en castellà, se'l pot considerar un impressor i llibreter català. Era fill de Pablo Sánchez, de Villarubia de los Ojos (Ciudad Real) i de Nicolasa Urcaregui, de Madrid.
Va obrir una impremta i llibreria al carrer Major de Reus l'any 1829. D'aquell any es conserven alguns impresos d'ell. Se sap que estava casat amb Joaquima Alcoriza Ravanals, natural de Batea, filla de Joaquin Alcoriza, advocat, de Batea i de Maria Josepa Ravanals, de Xerta, amb la que tingué tres fills tots ells nascuts a Reus i batejats a la parròquia de sant Pere apòstol d'aquella ciutat: Amàlia, nascuda el 24 de gener de 1829, Federico, nascut de 17 d'octubre de 1831 i Josepa, nascuda el 30 de gener de 1834. Dels seus treballs com a impressor a Reus en queden poques mostres. Imprès per ell hi ha el llibre Luisa ó La cabaña en el valle de Stanmore: novela inglesa d'Elizabeth Helme el 1831 o El Castillo de Saniverto i la cabaña hospitalaria: novela original española de Miguel Forner el 1832, novel·la de la qual diu l'historiador Pere Anguera que és una mostra del desvetllament cultural de la ciutat de Reus, ja que inscrita en el moviment romàntic, va ser la primera novel·la de caràcter històric que es va publicar a la ciutat. L'historiador Andreu de Bofarull situa Francesc Sánchez a Reus només l'any 1832, però diu que indica el temps d'activitat d'una impremta a partir dels impresos que ha vist. El llibreter i editor Salvador Torrell el situa com a impressor a Reus del 1830 al 1832. El cert és que el 1829 ja tenia botiga a Reus, però no s'han localitzat impresos en aquesta ciutat després de 1832. A jutjar per les dates de naixement dels seus fills, obtingudes en els llibres parroquials, conservats i digitalitzats per l'Arxiu Històric Arxidiocesà de Tarragona (AHAT), Francisco Sánchez i la seva família devien residir a Reus almenys fins a l'any 1834.
Sánchez tenia relació amb alguns llibreters i impressors de Madrid, i queden mostres de la col·laboració que hi va establir. Havia imprès llibres per a la Llibrería de José Razola. I per a R. Munaiz Millana, llibreter també madrileny, havia imprès a Reus el 1831 Manual de curiosidades artísticas, y entretenimientos útiles, obra de la qual Munaiz n'era l'autor.
Segurament va marxar a Tarragona el 1834, i a partir d'aquell any imprimeix en aquella ciutat tres revistes: Semanario instructivo, crítico y literario, El Tarraconense i El Recuerdo. Va publicar també novel·les, on destaca Gerardo de Nevers y la bella Euriana, el 1838, per seguir amb les novel·les romàntiques, i obres religioses i de divulgació. La historiadora i bibliotecària Montserrat Comas diu que el 1838 l'impressor tarragoní Miquel Puigrubí, junt amb el seu fill Antoni van fer una societat amb Francesc Sánchez i Andreu Granell, tots de Tarragona, amb l'objecte de "repartirse los trabajos de impresor y librero que haya". Segons Manuel Llanas, va estar-se a Tarragona fins al 1845 i tenia una impremta oberta simultàniament a Barcelona, on sembla que s'hi va traslladar el 1846. El 1849 era al carrer de la Portaferrissa número 1. Cap al 1852 el trobem al carrer de Trentaclaus i encara, el 1861 hi ha notícia d'algunes novel·les romàntiques impreses a Barcelona "por José Torras en la imprenta de Francisco Sánchez".